# Forte di Madonna del Monte
Il Forte della Madonna del Monte è una fortezza ottocentesca ben conservata situata su una collina alle immediate spalle del casello autostradale di Savona-Vado, ad un'altitudine di 135 m s.l.m.

## Caratteristiche
La fortezza, classificata come batteria, costituiva un sistema difensivo della costa e della rada di Savona-Vado Ligure di cui facevano parte la fortezza gemella (anche se leggermente più grande) di Madonna degli Angeli e il più interno Forte Ciuto. Costruita intorno al 1881 dai Savoia, rimase in attività sino alla fine della seconda guerra mondiale. Altre due postazioni di artiglieria, oggi molto mal conservate, sono leggermente all'esterno del forte, poco oltre il fossato.
L'attuale copertura in cemento armato non è certo se sia originale e potrebbe trattarsi di un intervento successivo per adattare la fortificazione alla potenza di fuoco sempre maggiore dell'artiglieria moderna. Il forte ha due piani, il primo dedicato a stalle e magazzini per munizioni e il secondo alle due postazioni per 4 obici da 280mm, poi sostituiti da altrettanti cannoni 149/23 dopo la prima guerra mondiale, e alle stazioni telemetriche, oggi scomparse. Sono inoltre presenti altre 4 piazzole, sui lati occidentale ed orientale del forte, armate in origine con cannoni 87B e poi con pezzi 75/27 Mod.1911, per la difesa delle valli confinarie. Ci sono ancora, annesse a queste ultime piazzole, delle postazioni per mortaio.